# Проспект Космонавтів (станція метро)
56°54′06″ пн. ш. 60°36′52″ сх. д. / 56.90167° пн. ш. 60.61444° сх. д.
«Проспе́кт Космона́втів» (рос. Проспект Космонавтов) — кінцева станція Єкатеринбурзького метрополітену, яка розташована між депо та станцією «Уралмаш» та названа по проспекту, на якому розташована.
Станція відкрита 27 квітня 1991 року.

## Історія
- Травень 1982 після попереднього водозниження почалася розробка відкритим способом котловану довжиною понад 500 метрів [1]
- Вересень 1982 змонтовано козловий кран, збудовано душовий комбінат для робітників[1]
- Жовтень 1983 змонтовано конструкції першого вестибюля станції[1]
- Листопад 1983 завершено монтаж вестибюля № 2[1]
- Вересень 1984 у лівому перегінному тунелі, який сполучає сусідні станції «Проспект Космонавтів» та «Уралмаш», зібрано гірничопрохідницький щит КМ-34[1]
- Червень 1986 розпочато архітектурно-оздоблювальні роботи[1]
- 23 лютого 1987 збійка в лівому тунелі на перегоні до станції «Уралмаш»[1]
- Січень 1989 архітектурно-оздоблювальні роботи почалися на пішохідному переході № 3 станції[1]
- Липень 1989 збійка в правому тунелі на перегоні до станції «Уралмаш»[1]
- 25 квітня 1991 державною комісією прийнято в експлуатацію[2]
- 26 квітня 1991 перший рейс — для метробудівників[2]
- 27 квітня 1991 відкрито пасажирський рух
- Серпень 1998 відкрито два нових наземних вестибюлі на парній (східній) стороні проспекту Космонавтів

## Технічна характеристика
Конструкція станції — мілкого закладання, колонного типу (глибина закладення — 6 м).
Побудована зі збірних залізобетонних конструкцій. На станції два ряди по 16 колон, з кроком — 6 м.

## Колійний розвиток
Станція з колійним розвитком 6 стрілочних переводів, перехресний з'їзд, 2 станційні колії для обороту та відстою рухомого складу, що переходять у двоколійну СЗГ з електродепо ТЧ-1 «Калинівське», і 2 колії для відстою рухомого складу.

## Вестибюлі
Має два підземних вестибюлі, обидва виходи без ескалаторів. Північний вестибюль розташований в зоні щільної житлової забудови на проспекті Космонавтів. Південний вестибюль з'єднаний з підземним переходом на перехресті вулиць Фрезерувальників, Ілліча, просп. Космонавтів.

## Оздоблення
Станція багато оздоблена мармуром, опорами платформи служать дзеркальні колони. Колійні стіни оздоблені українським лабрадоритом і мармуром Першинського родовища чорного кольору з білими прожилками з кварциту (нагадує нічне зоряне небо). Освітлення виконано у формі сопел космічних кораблів.

## Ресурси Інтернету
- Станція на сайті «Світ метро»(рос.)